# Wicked Game
"Wicked Game" là một bài hát của ca sĩ kiêm sáng tác nhạc người Mỹ Chris Isaak nẳm trong album phòng thu thứ ba của ông, Heart Shaped World (1989). Bài hát được phát hành làm đĩa đơn vào ngày 14 tháng 7 năm 1989 bởi Reprise Records. Tuy nhiên, "Wicked Game" chỉ thực sự gây chú ý khi xuất hiện trong bộ phim năm 1990 Wild at Heart của đạo diễn David Lynch. Lee Chesnut, một giám đốc âm nhạc thuộc đài phát thanh ở Atlanta vốn yêu thích những tác phẩm của Lynch, đã bắt đầu phát bài hát với tần số liên tục. Nó được viết lời bởi Issak trong khi phần sản xuất được đảm nhiệm bởi Erik Jacobsen với nội dung đề cập đến tình yêu đơn phương.
Sau khi phát hành, "Wicked Game" nhận được những phản ứng tích cực từ các phê bình âm nhạc, trong đó họ đánh giá cao giai điệu lôi cuốn và chất giọng thu hút của Isaak, đồng thời được liệt kê vào sách 1001 Bài hát Bạn phải nghe Trước khi chết vào năm 2010. Bài hát cũng gặt hái những thành công lớn về mặt thương mại, đứng đầu bảng xếp hạng ở Bỉ và lọt vào top 10 ở hầu hết những quốc gia nó xuất hiện, bao gồm vươn đến top 5 ở nhiều thị trường lớn, như Canada, Hà Lan và Thụy Điển. Tại Hoa Kỳ, "Wicked Game" đạt vị trí thứ sáu trên bảng xếp hạng Billboard Hot 100, trở thành đĩa đơn top 10 duy nhất và đạt thứ hạng cao nhất trong sự nghiệp nam ca sĩ tại đây.
Hai video ca nhạc đã được thực hiện cho "Wicked Game", trong đó nổi tiếng nhất là phiên bản do Herb Ritts đạo diễn, trong đó 
bao gồm những cảnh siêu mẫu Helena Christensen quyến rũ và nô đùa với Isaak trên bãi biển. Nó đã nhận được năm đề cử tại giải Video âm nhạc của MTV năm 1991 và chiến thắng hai giải cho Video xuất sắc nhất của nam ca sĩ và Quay phim xuất sắc nhất. Một video khác với những hình ảnh từ Wild at Heart được đạo diễn bởi David Lynch cũng chiến thắng một giải Video âm nhạc của MTV ở hạng mục Video xuất sắc nhất từ một bộ phim. Kể từ khi phát hành, "Wicked Game" đã được hát lại và sử dụng làm nhạc mẫu bởi nhiều nghệ sĩ, như Céline Dion, R.E.M., Lana Del Rey và Boyce Avenue.

## Danh sách bài hát
| Đĩa 7" và cassette tại Hoa Kỳ A. "Wicked Game" (chỉnh sửa) – 4:06 B. "Wicked Game" (không lời) – 4:48 Đĩa 7" tại châu Âu (1989) A. "Wicked Game" – 4:46 B. "Don't Make Me Dream About You" – 3:30 Đĩa 7" và cassette tại Anh quốc A. "Wicked Game" B. "Cool Cat Walk" (bởi Angelo Badalamenti) | Đĩa 7" và CD tại Anh quốc 1. "Wicked Game" 2. "Cool Cat Walk" (bởi Badalamenti) 3. "Dark Spanish Symphony" (bởi Badalamenti; bản string) Đĩa CD tại Pháp 1. "Wicked Game" – 4:46 2. "Don't Make Me Dream About You" – 3:30 3. "Wicked Game" (không lời) – 4:48 Bản cassette tại Pháp 1. "Wicked Game" (chỉnh sửa) – 4:46 2. "Don't Make Me Dream About You" – 3:30 |

## Thành phần thực hiện
- Chris Isaak – giọng hát, guitar mộc
- James Calvin Wilsey –  guitar điện
- Rowland Salley – guitar bass, giọng nền
- Kenney Dale Johnson – bộ gõ
- Frank Martin – đàn phím[11]

## Xếp hạng
| Bảng xếp hạng (1990–91)               | Vị trí cao nhất |
| ------------------------------------- | --------------- |
| Úc (ARIA)                             | 15              |
| Bỉ (Ultratop 50 Flanders)             | 1               |
| Canada Top Singles (RPM)              | 3               |
| Canada Adult Contemporary (RPM)       | 6               |
| Châu Âu (Eurochart Hot 100)           | 18              |
| Phần Lan (Suomen virallinen lista)    | 8               |
| Pháp (SNEP)                           | 33              |
| Đức (Official German Charts)          | 9               |
| Ireland (IRMA)                        | 10              |
| Hà Lan (Dutch Top 40)                 | 5               |
| Hà Lan (Single Top 100)               | 5               |
| New Zealand (Recorded Music NZ)       | 7               |
| Thụy Điển (Sverigetopplistan)         | 3               |
| Anh Quốc (OCC)                        | 10              |
| Hoa Kỳ Billboard Hot 100              | 6               |
| Hoa Kỳ Adult Contemporary (Billboard) | 12              |
| Hoa Kỳ Alternative Songs (Billboard)  | 2               |
| Hoa Kỳ Mainstream Rock (Billboard)    | 10              |

| Bảng xếp hạng (1991)            | Vị trí |
| ------------------------------- | ------ |
| Úc (ARIA)                       | 83     |
| Bỉ (Ultratop 50 Flanders)       | 18     |
| Canada Top Singles (RPM)        | 22     |
| Canada Adult Contemporary (RPM) | 22     |
| Đan Mạch (Tracklisten)          | 47     |
| Châu Âu (Eurochart Hot 100)     | 72     |
| Đức (Official German Charts)    | 39     |
| Hà Lan (Dutch Top 40)           | 30     |
| Hà Lan (Single Top 100)         | 40     |
| Hoa Kỳ Billboard Hot 100        | 79     |

## Chứng nhận
| Quốc gia                                                                                              | Chứng nhận | Số đơn vị/doanh số chứng nhận |
| --- | ---------- | ----------------------------- |
| Đan Mạch (IFPI Đan Mạch)                                                                              | Vàng       | 45.000‡                       |
| Ý (FIMI)                                                                                              | Vàng       | 25.000‡                       |
| Thụy Điển (GLF)                                                                                       | Vàng       | 25.000^                       |
| Anh Quốc (BPI)                                                                                        | Bạch kim   | 600.000‡                      |
| Hoa Kỳ (RIAA)                                                                                         | Vàng       | 500.000^                      |
| ^ Chứng nhận dựa theo doanh số nhập hàng. ‡ Chứng nhận dựa theo doanh số tiêu thụ và phát trực tuyến. |            |                               |